# Ian Fray
Ian Fray (sinh ngày 31 tháng 8 năm 2002) là một cầu thủ bóng đá người Mỹ hiện tại đang thi đấu ở vị trí hậu vệ cho câu lạc bộ Inter Miami tại Major League Soccer.

## Sự nghiệp thi đấu

### Câu lạc bộ

#### Fort Lauderdale CF
Fray ra mắt cho đội bóng vào ngày 18 tháng 7 năm 2020, khi vào sân ở phút thứ 63 cho Modesto Méndez trong trận thua 2–0 trước Greenville Triumph.

#### Inter Miami
Ngày 26 tháng 1 năm 2021, Fray ký hợp đồng với câu lạc bộ Inter Miami tại Major League Soccer. Fray bị rách dây chằng chéo trước một tháng trong sự nghiệp thi đấu chuyên nghiệp của anh.

### Quốc tế
Fray đủ điều kiện để đại diện cho 2 đội tuyển: Hoa Kỳ và Jamaica. Chị gái của anh, Marlee Fray, đại diện cho Jamaica trên đấu trường quốc tế. Tháng 6 năm 2023, Fray có tên trong danh sách đội hình sơ bộ 50 cầu thủ của Jamaica để chuẩn bị cho giải Cúp Vàng CONCACAF 2023.

## Thống kê sự nghiệp

### Câu lạc bộ
Tính đến 22 tháng 7 năm 2023
| Câu lạc bộ          | Mùa giải            | Giải đấu            | Giải đấu | Giải đấu | Cúp quốc gia | Cúp quốc gia | Châu lục | Châu lục | Khác | Khác | Tổng cộng | Tổng cộng |
| Câu lạc bộ          | Mùa giải            | Hạng                | Trận     | Bàn      | Trận         | Bàn          | Trận     | Bàn      | Trận | Bàn  | Trận      | Bàn       |
| ------------------- | ------------------- | ------------------- | -------- | -------- | ------------ | ------------ | -------- | -------- | ---- | ---- | --------- | --------- |
| Inter Miami II      | 2020                | USL League One      | 9        | 0        | —            | —            | —        | —        | —    | —    | 9         | 0         |
| Inter Miami II      | 2023                | MLS Next Pro        | 1        | 0        | —            | —            | —        | —        | —    | —    | 1         | 0         |
| Inter Miami II      | Tổng cộng           | Tổng cộng           | 10       | 0        | —            | —            | —        | —        | —    | —    | 10        | 0         |
| Inter Miami         | 2023                | Major League Soccer | 11       | 1        | 2            | 0            | —        | —        | 1    | 0    | 14        | 1         |
| Tổng cộng sự nghiệp | Tổng cộng sự nghiệp | Tổng cộng sự nghiệp | 21       | 1        | 2            | 0            | 0        | 0        | 1    | 0    | 24        | 1         |

1. ↑  Ra sân tại Leagues Cup